# 嫦娥

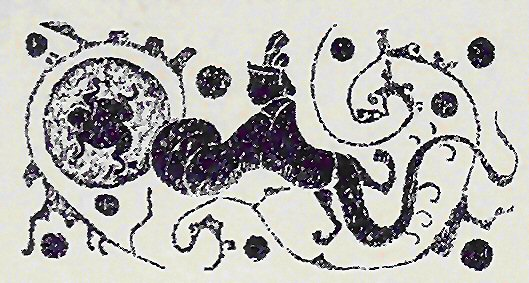
汉画像石中的嫦娥奔月

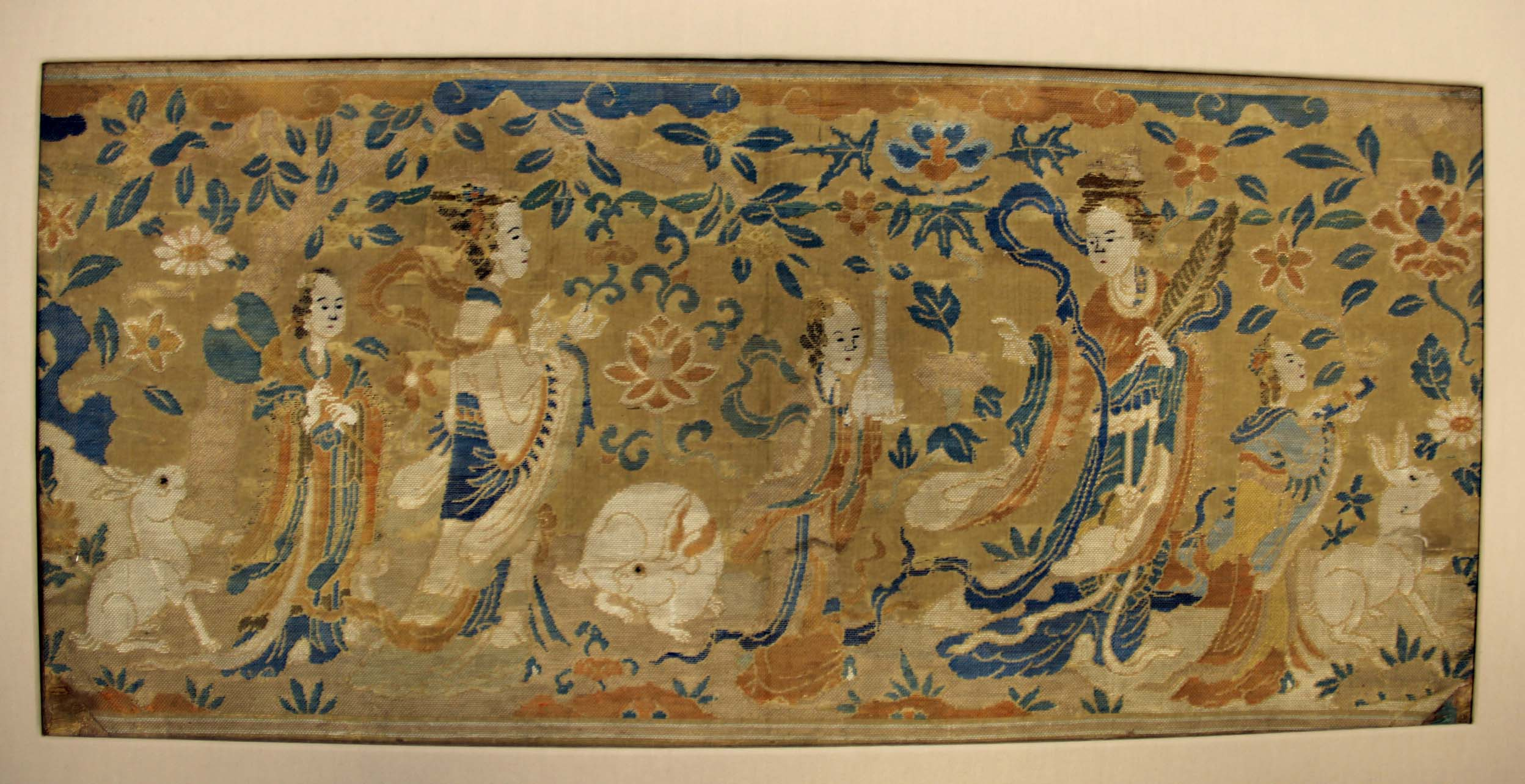
南宋嫦娥奔月织锦

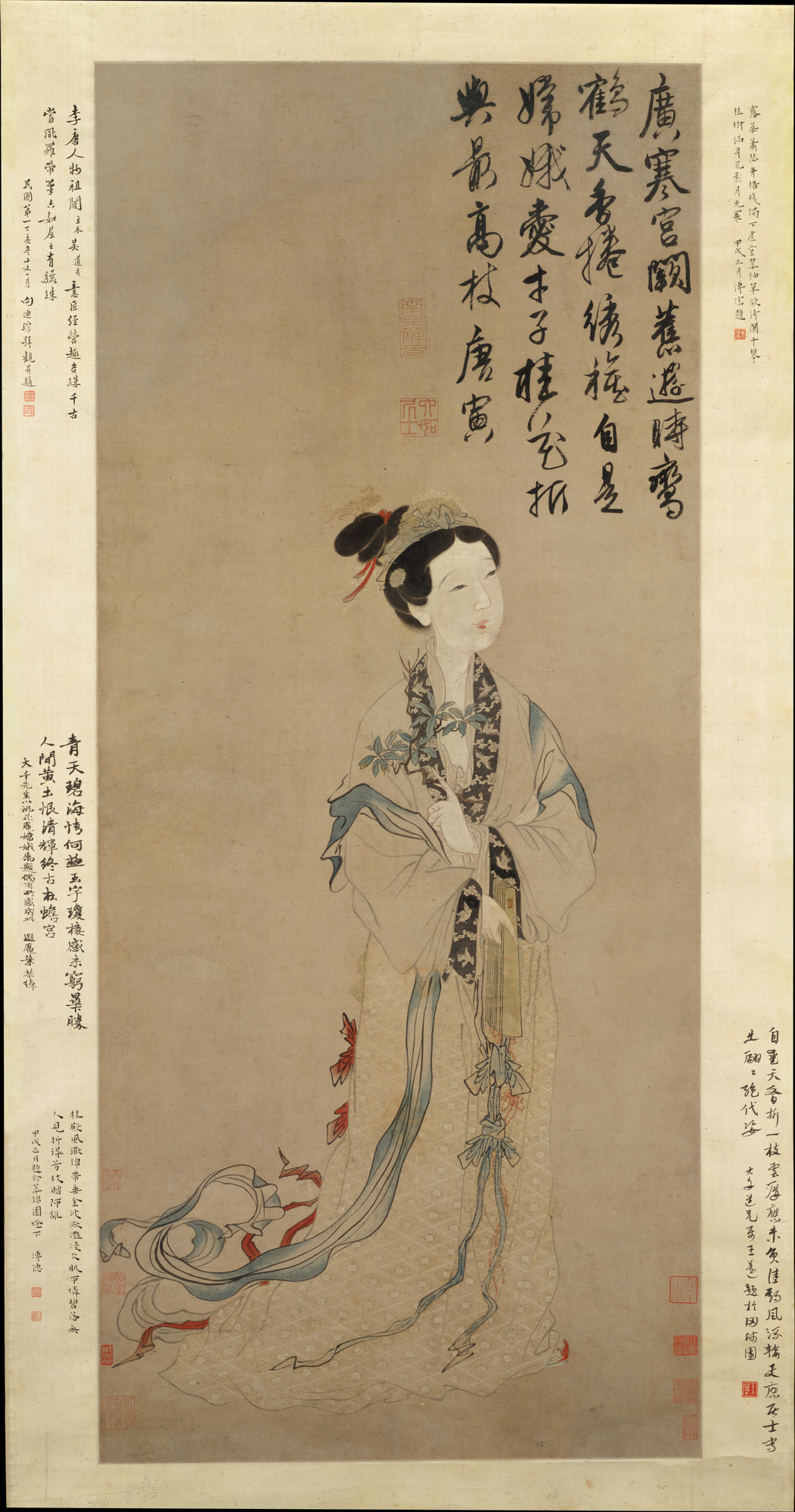
明唐寅《嫦娥执桂图》

嫦娥、常娥，原稱恒我，姮 (héng) 娥。因避漢文帝劉恒諱改為「嫦」，是中國神話人物，是位美豔溫柔的仙女，為后羿之妻。神話中為了保持年輕美貌，遂偷食西王母賜予后羿的不死藥而奔月，此即嫦娥奔月神話。

## 神話起源
《淮南子·覽冥訓》說：“羿請不死藥於西王母，姮娥竊以奔月，悵然有喪，無以續之。”又《太平御览》卷四引张衡《灵宪》記載：“嫦娥，羿妻也，竊西王母不死藥服之，奔月。……，嫦娥遂託身於月，是為蟾蜍。”或說嫦娥奔月后居住于十四中，有玉兔和吴刚相伴。
一说嫦娥或由常仪演变而来；常仪相传为帝喾妃，以善于占月之晦、朔、弦、望著名（因古代“仪”与“娥”同声，所以有此说法）。清代畢沅則透過音韻學考據，主張嫦娥的前身正是“生月十有二”的常羲。顧頡剛亦著有《嫦娥故事的演變》。但這兩種說法都未有考慮到嫦娥舊稱「姮娥」這一事實。

## 太空旅行
- 1969年阿波罗11号登陆月球前，舱内的太空员曾在谈话中提到嫦娥和月兔： [3]

Capsule Communicator: ... Among the large headlines concerning Apollo this morning, there's one asking that you watch for a lovely girl with a big rabbit. An ancient legend says a beautiful Chinese girl called Chang-o has been living there for 4000 years. It seems she was banished to the Moon because she stole the pill of immortality from her husband. You might also look for her companion, a large Chinese rabbit, who is easy to spot since he is always standing on his hind feet in the shade of a cinnamon tree. The name of the rabbit is not reported.
航天舱通讯员: …… 今早有许多有关阿波罗号的重要消息，其中有条让你留意个可爱的女孩，她带着一只大兔子。在一个古老的传说中，一个美丽的中国女孩嫦娥已经在那里生活了4000年。据说她因为偷了丈夫的长生不老药而被流放到月球。也许可以找到她的同伴——一只巨大的中国兔子——它总是站在桂树的树荫下，很容易找到。兔子的名字并没有报道。

Edwin Eugene Aldrin, Jr.: Okay. We'll keep a close eye out for the bunny girl.
巴兹·奥尔德林: 好，我们会密切关注那个兔女郎。

國際天文學聯合會已將月球上的一個小型撞擊坑命名為嫦娥（Chang-Ngo）。2007年，中國發射了第一艘月球探測器，以中國古代神話傳說人物命名為嫦娥一號。第二艘月球探測器名為嫦娥二號，於2010年發射。第三艘嫦娥三號飛船於2013年12月14日登陸月球，使中國成為世界第三個國家在蘇聯和美國之後取得這樣的壯舉。玉兔號月球車運送到月球表面。2019年1月3日，嫦娥四號降落在月球的另一側並派出了玉兔二號月球車。

## 流行文化
日本漫畫家武內直子的《美少女戰士》的原創情節和靈感來源於嫦娥傳說。名義上的角色是月亮公主，而她的愛人來自地球。
2013年，嫦娥被作为MOBA游戏《神之浩劫》的一个可玩角色发布。
2015年东方Project的第15作《东方绀珠传》将嫦娥作为设定人物登场：因后羿杀害了纯狐的孩子以讨好嫦娥，纯狐杀害后羿并追杀逃亡至月之都的嫦娥。需要注意的是，考据中嫦娥的丈夫和纯狐的丈夫并非同一个羿。
由Netflix出品的2020年美中動畫長片《飛奔去月球》的主角之一。由菲莉帕·蘇配音。
在2022年蘇·林恩·譚的奇幻小說《月亮女神的女兒》中得到了重新構想。

## 图册

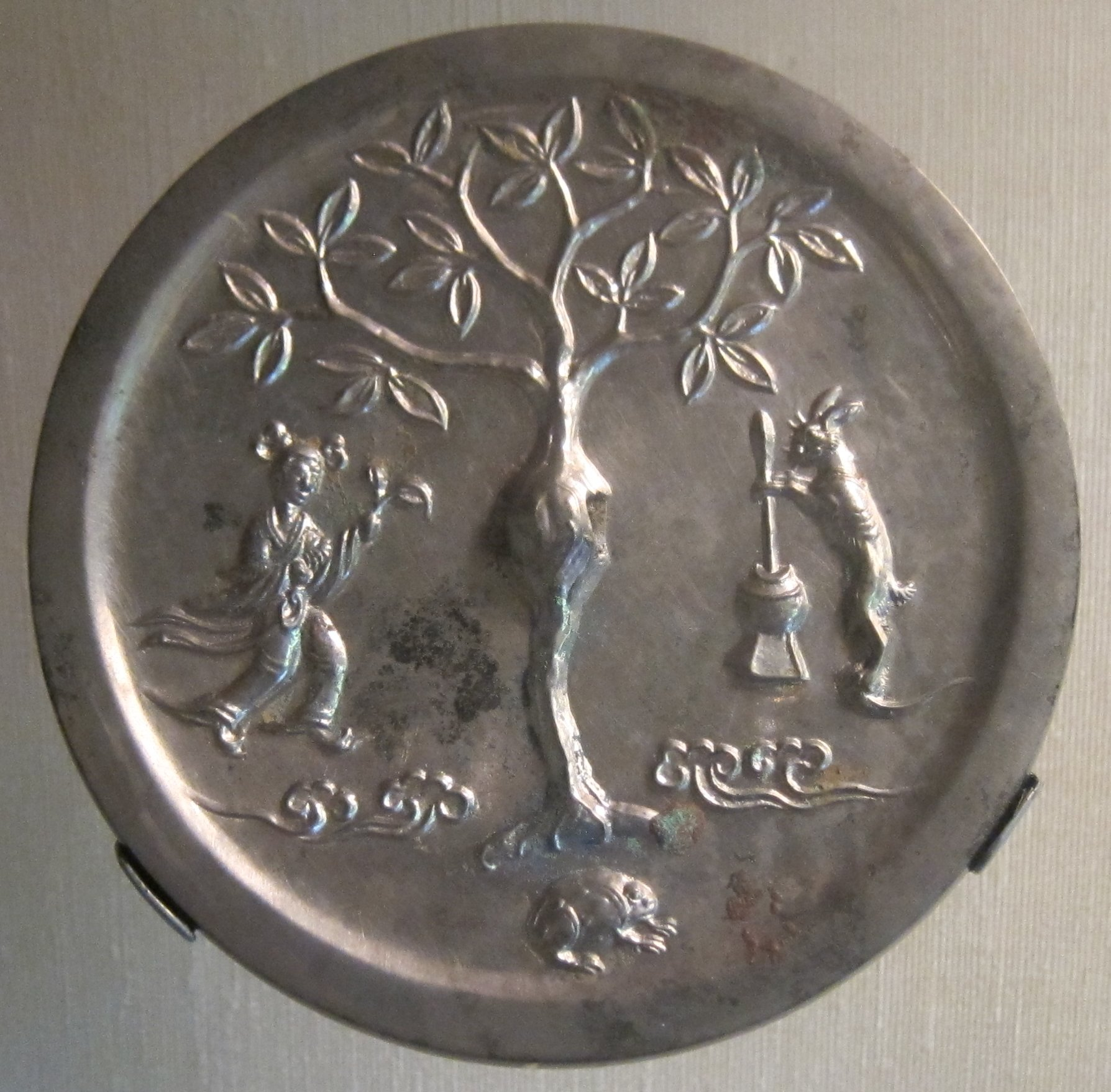
唐代铜镜，绘有嫦娥及玉兔，藏檀香山艺术博物馆
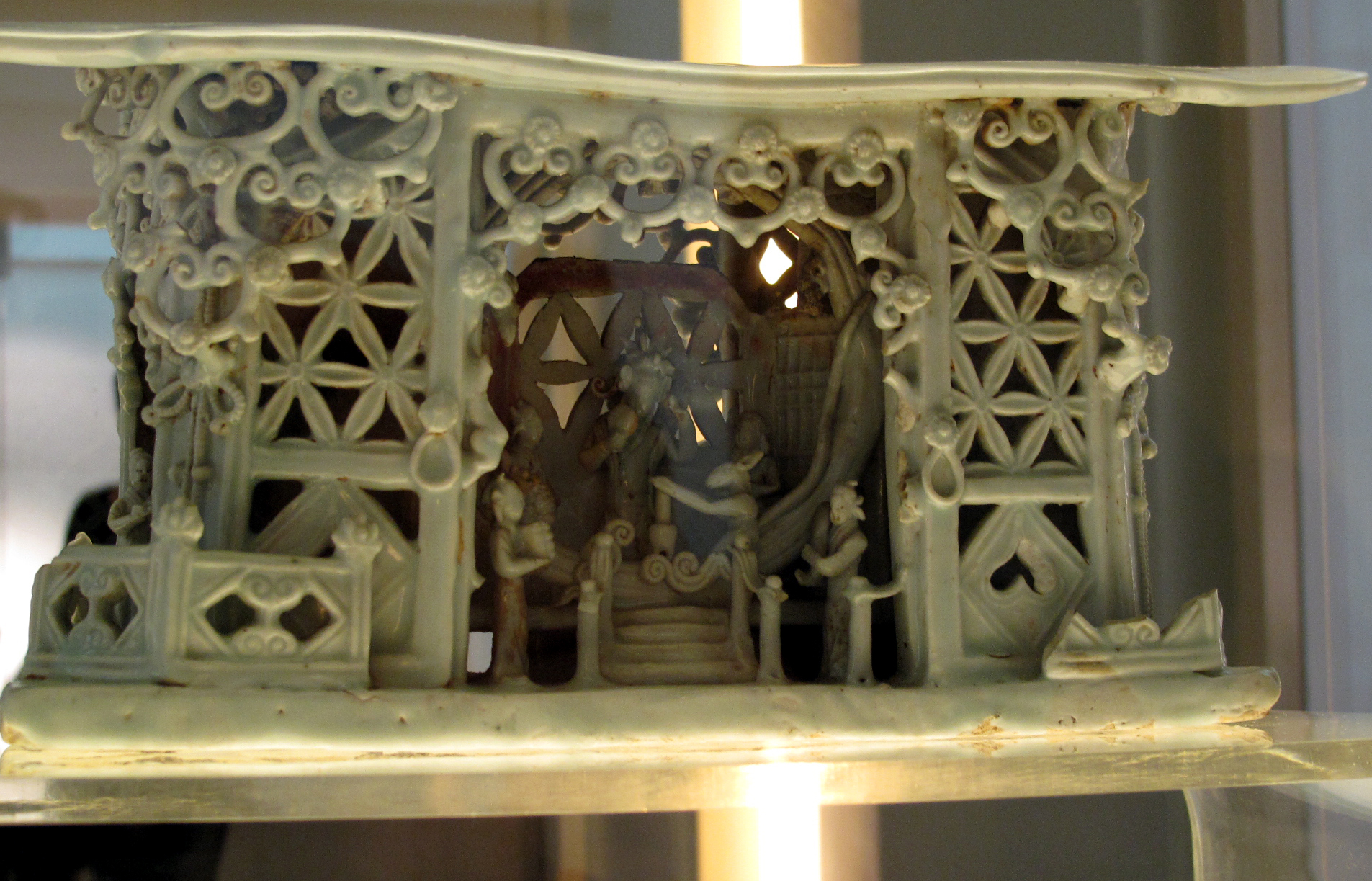
元代广寒宫瓷枕，藏大同市博物馆
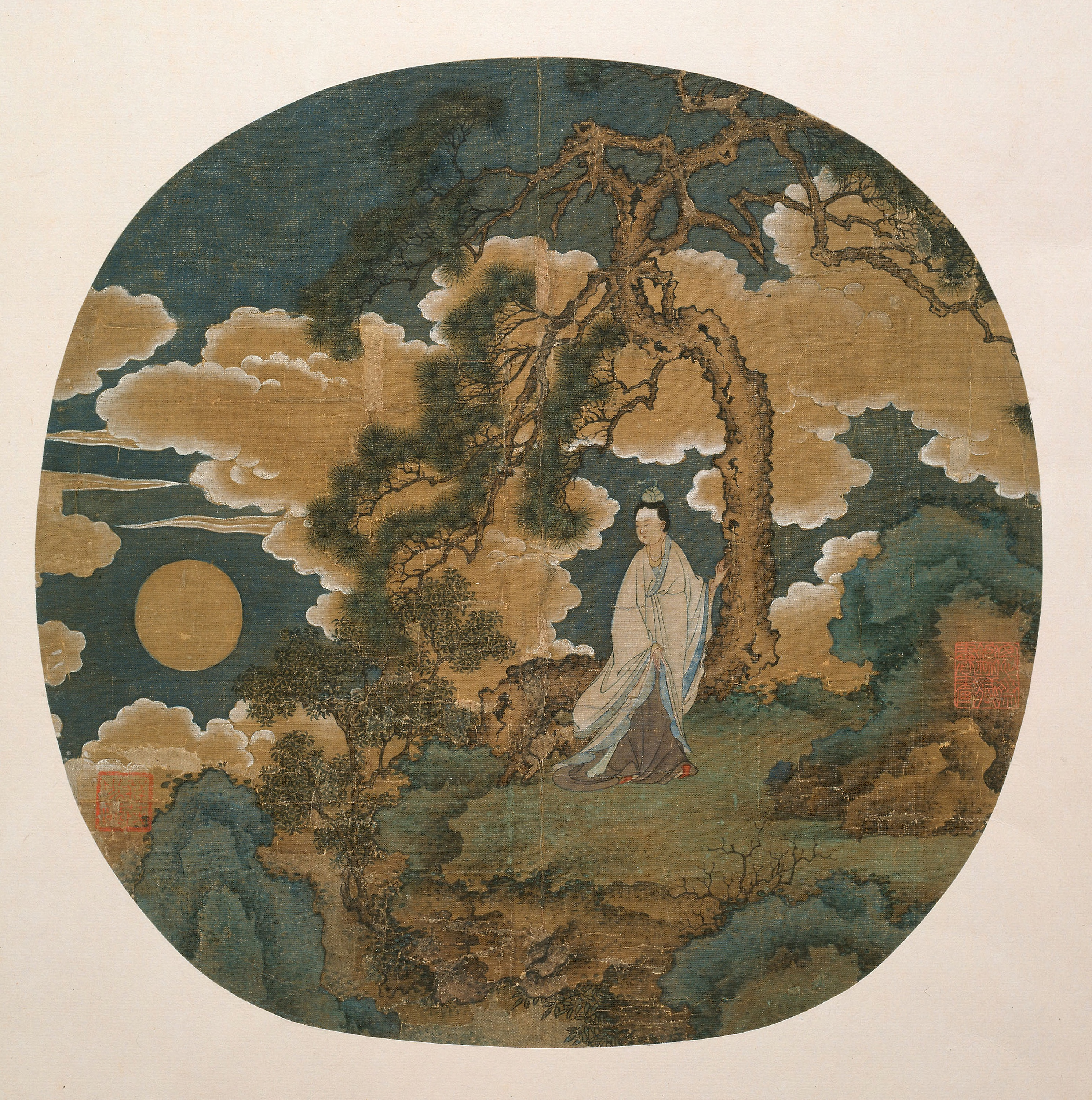
元或明朝早期嫦娥扇面图
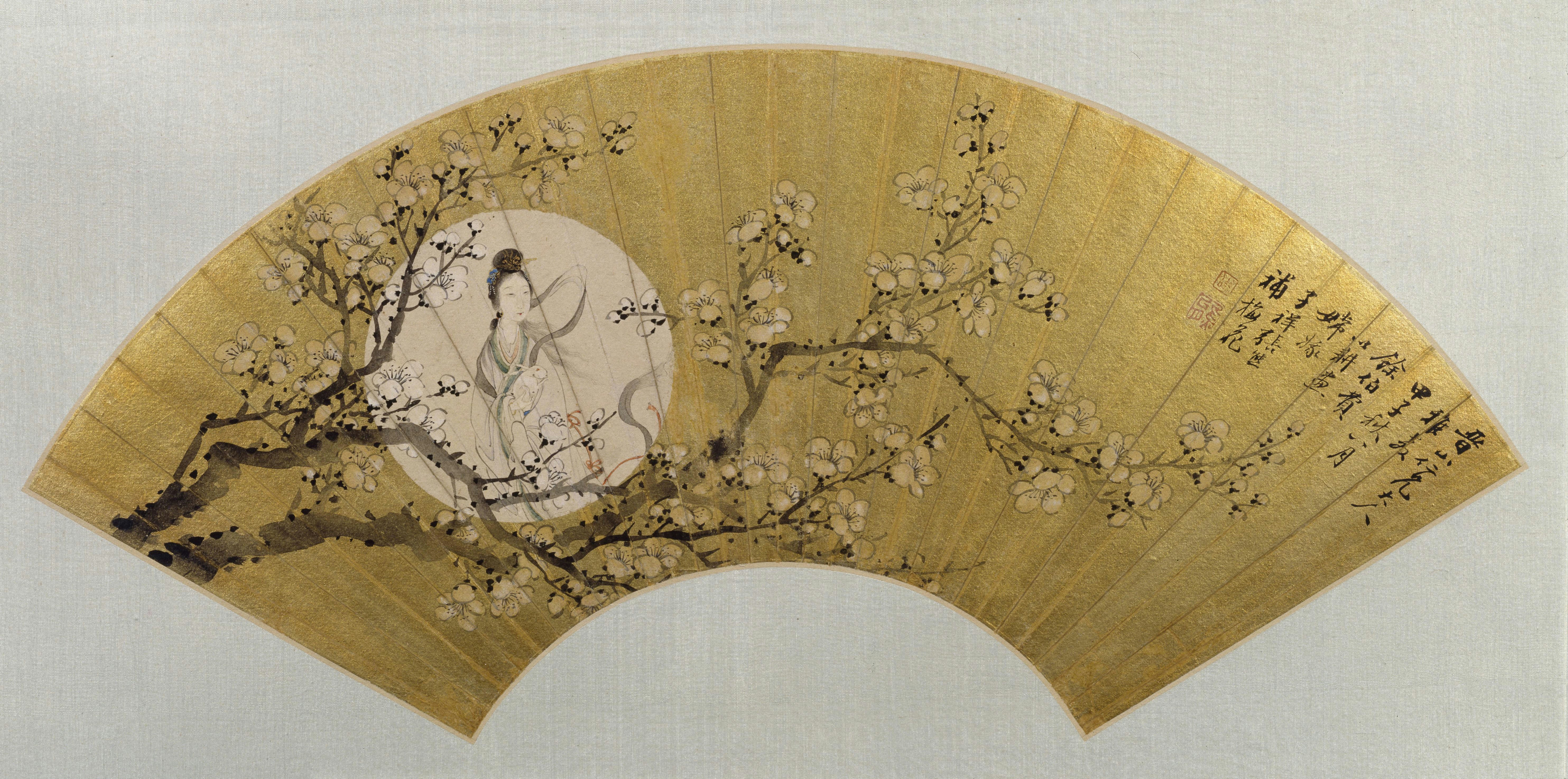
费以耕、张熊绘梅月嫦娥图扇页
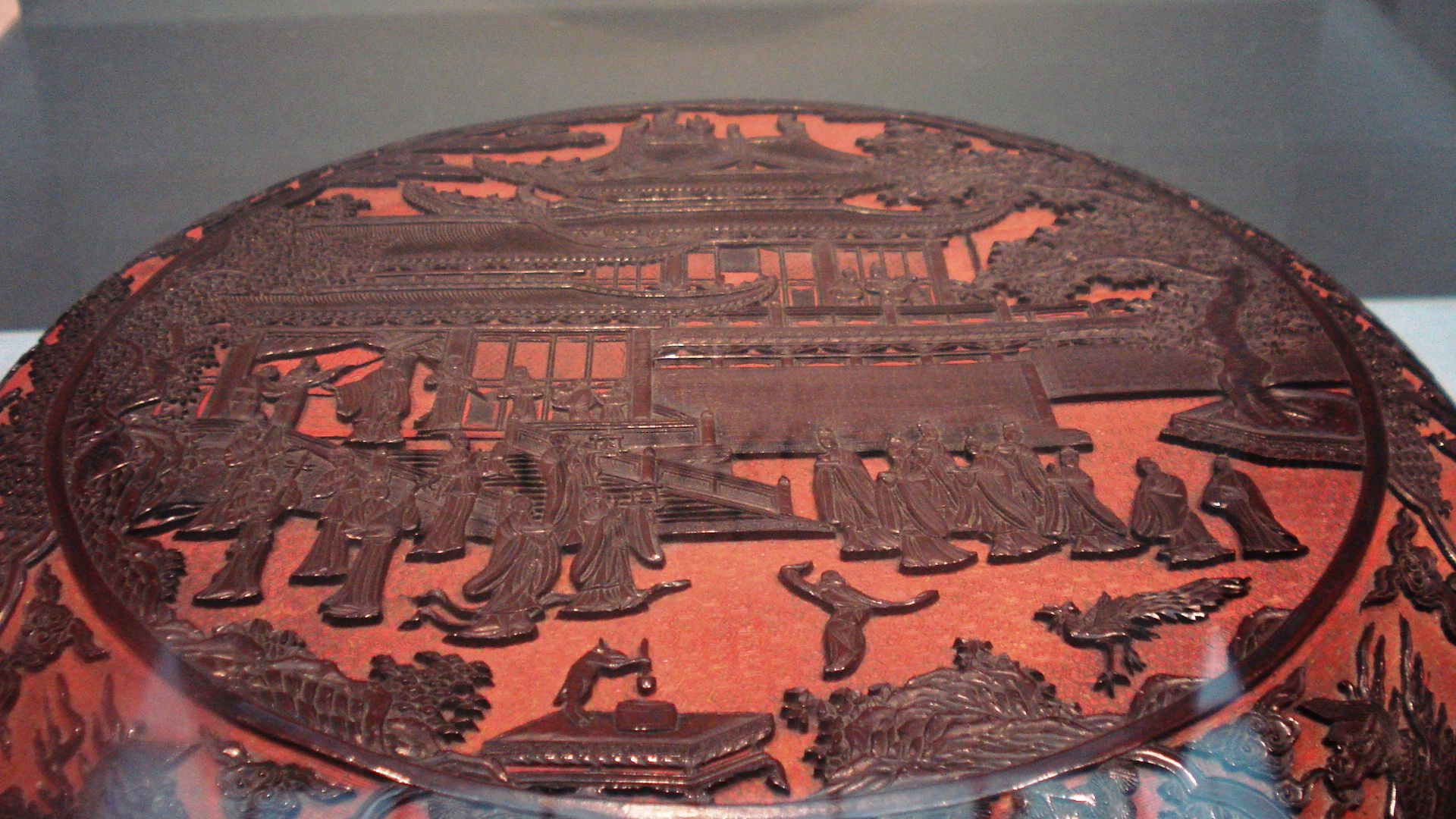
明代漆盒上的月宫
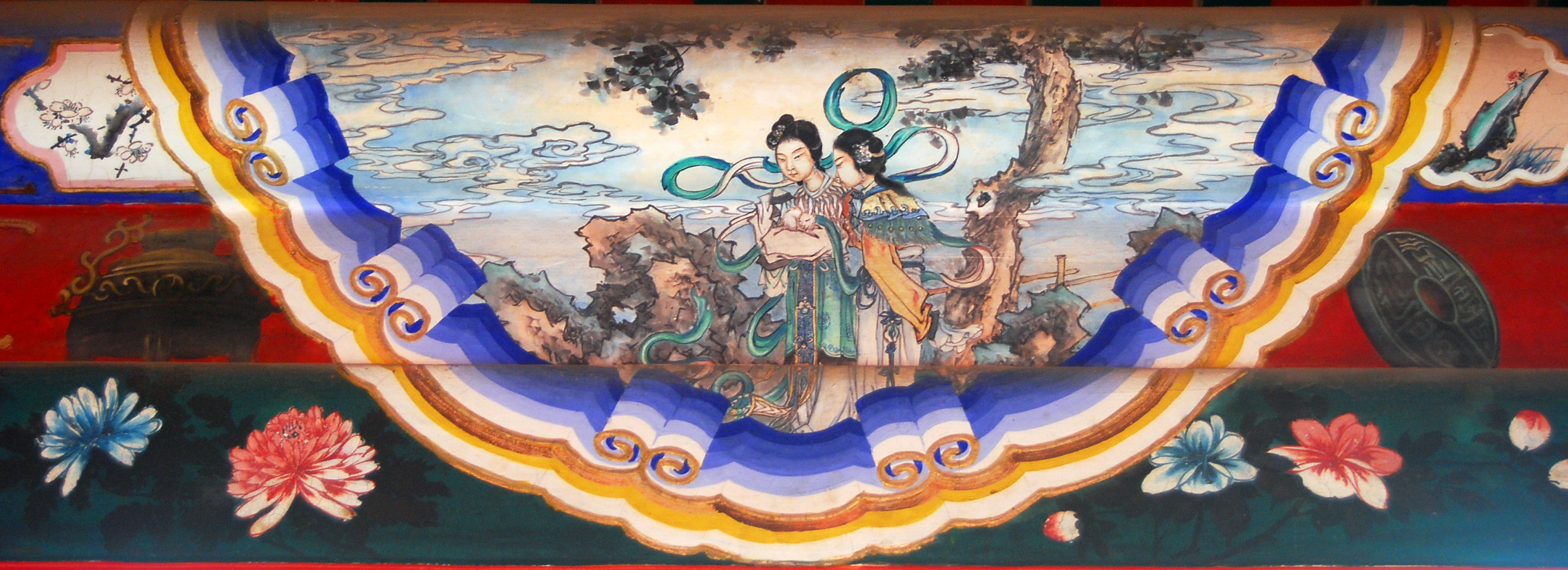
颐和园长廊彩绘：广寒秋色，为晚清钱慧安仿清朝画家华秋岳的临摹作
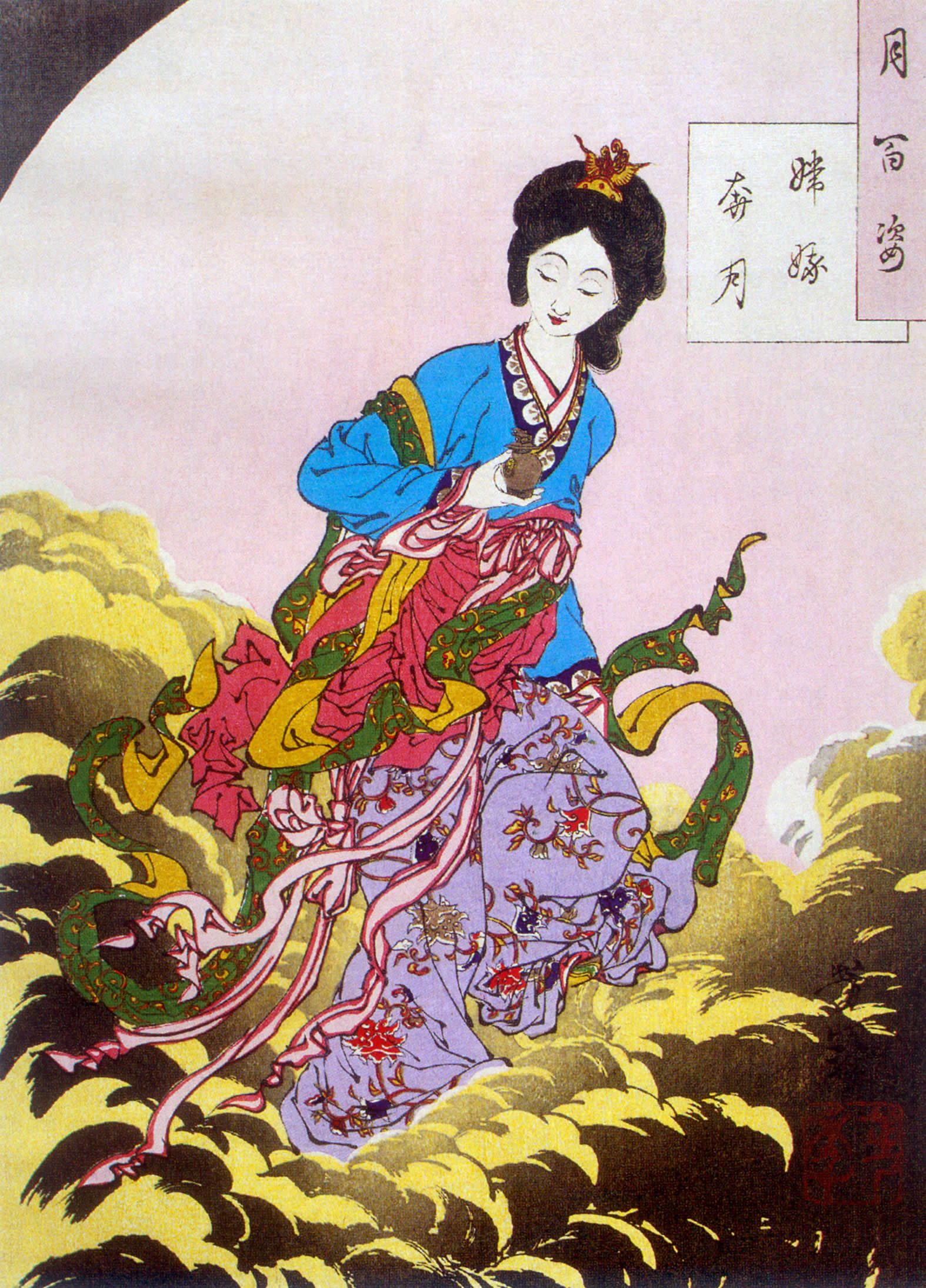
月冈芳年浮世绘《月百姿》之嫦娥奔月
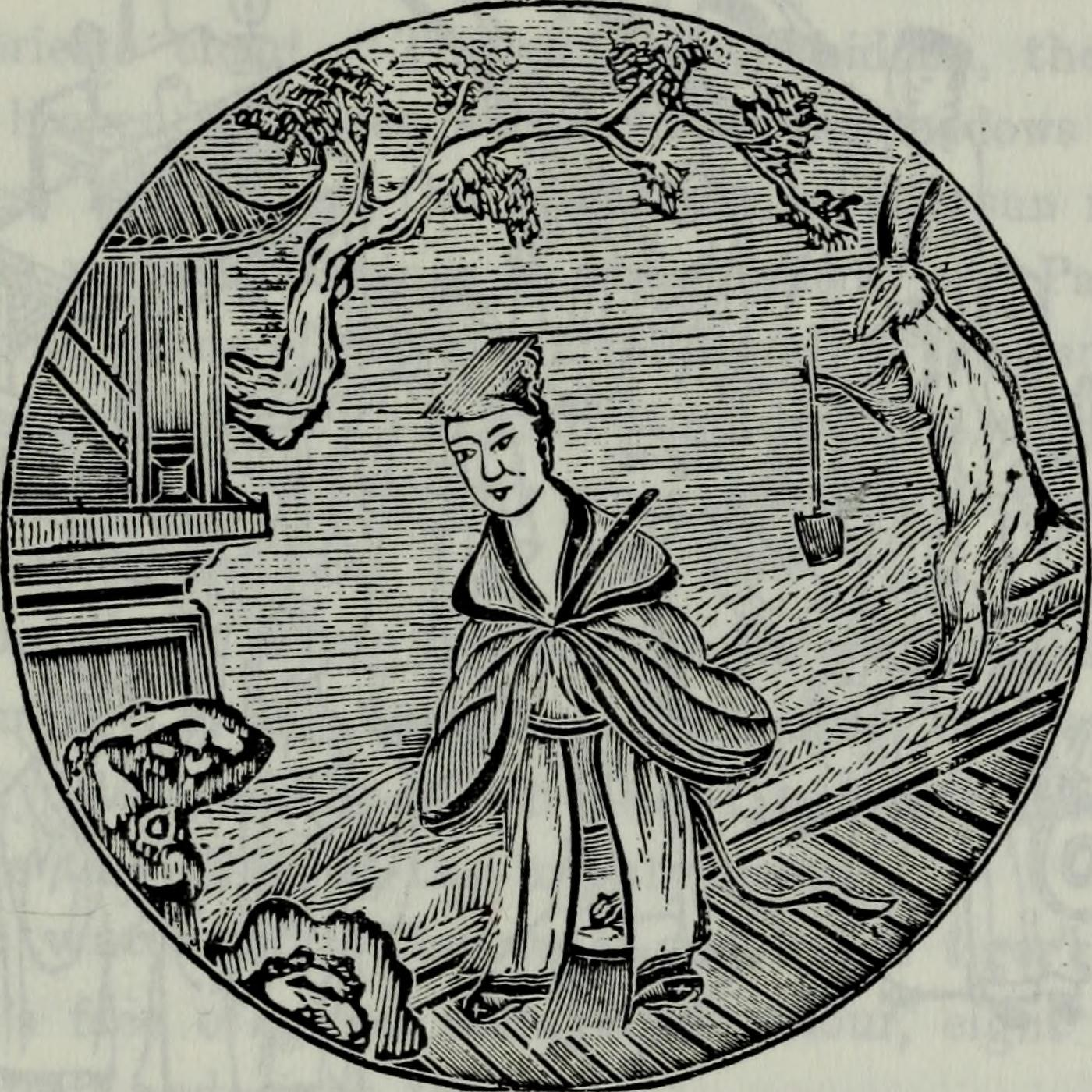
杜步西《中国的三教：儒、释、道》（1887年）中的嫦娥插图
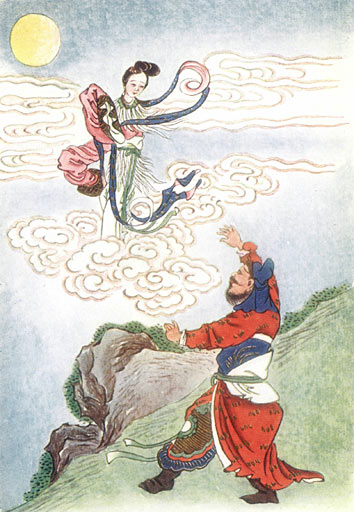
E·T·C·沃纳《中国神话传说》中的插图，嫦娥奔月